# Carinus

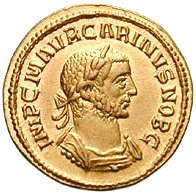
Aureus des Carinus

Marcus Aurelius Carinus († 285) war von 283 bis 285 römischer Kaiser. Er war der ältere Sohn des Kaisers Carus. Bei dessen Thronbesteigung wurde er zum Caesar und im Frühjahr 283 schließlich zum Augustus, zuständig für den westlichen Reichsteil, erhoben.
Carinus war bereits ein erwachsener Mann, als sein Vater den Thron bestieg. Er war seit 283 mit Magnia Urbica verheiratet und hatte einen Sohn, der Nigrinianus hieß, aber kurz nach seiner Geburt starb. Ebenfalls 283 trat er gemeinsam mit seinem Vater das Konsulat an. Die negativen Beschreibungen des Carinus in manchen Quellen gehen wohl auf spätere Propaganda aus der Zeit Diokletians zurück und sind daher eher als unglaubwürdig anzusehen. Vielmehr spricht einiges dafür, dass Carinus ein durchaus fähiger Regent war.
Nach dem Tod des Carus Ende Juli 283 verlangte die Armee, die im Zuge eines Feldzugs gegen das Sassanidenreich noch in Mesopotamien stand, nach Westen zurückgeführt zu werden, und Numerian, der jüngere Sohn des Carus, war gezwungen zuzustimmen. Während dieses Rückmarsches starb Numerian; mehrere Quellen sprechen von einer Ermordung, doch ist es ebenso möglich, dass er an einer Augenentzündung starb. Jedenfalls wurde Diokletian, Kommandeur der Leibgarde, von den Soldaten zum neuen Kaiser ausgerufen. Carinus hatte 283 mehrere Siege über Germanen errungen, ohne die Anwesenheit des Kaisers gelangen auch Siege in Britannien.

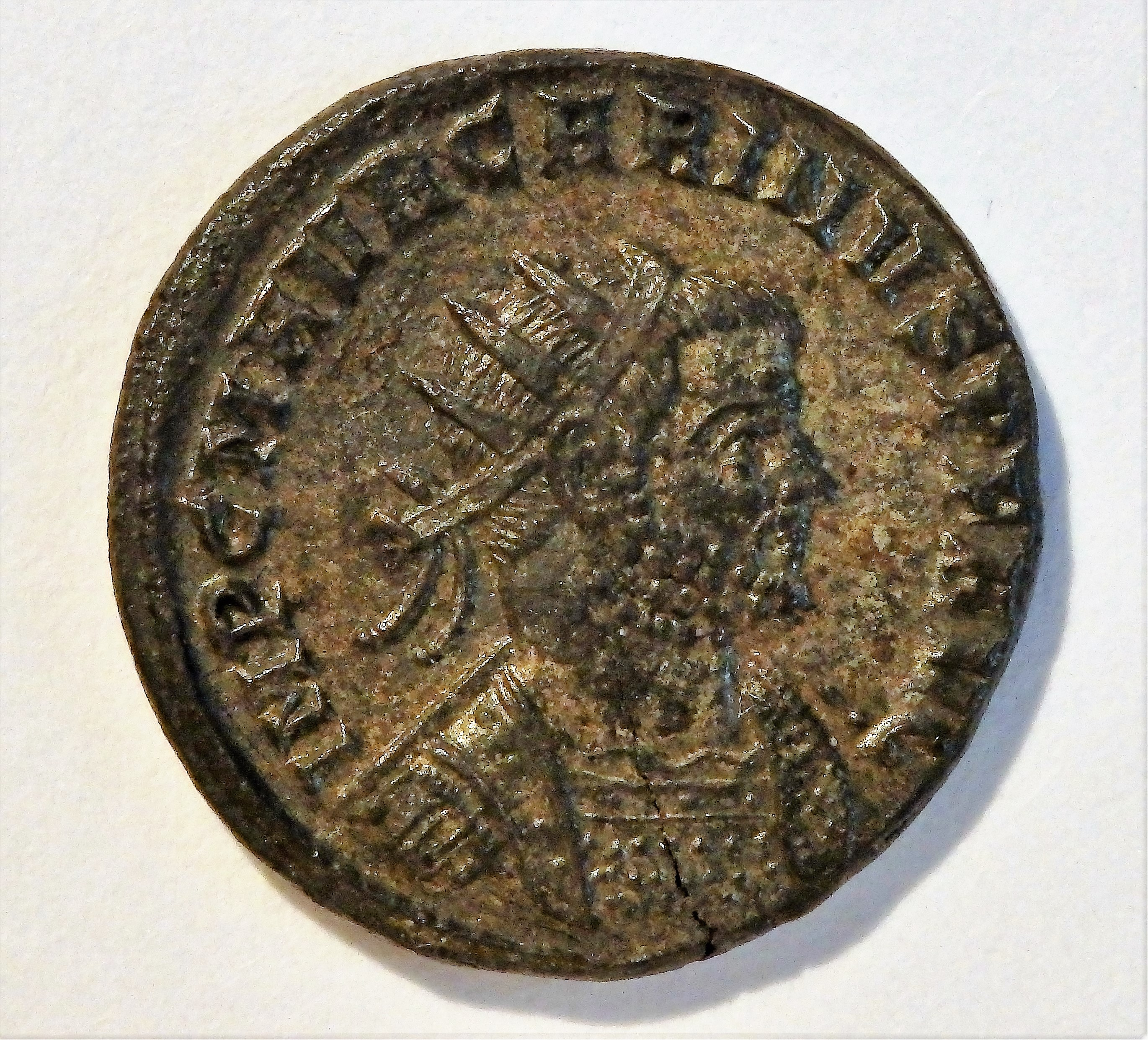
Antoninian des Carinus

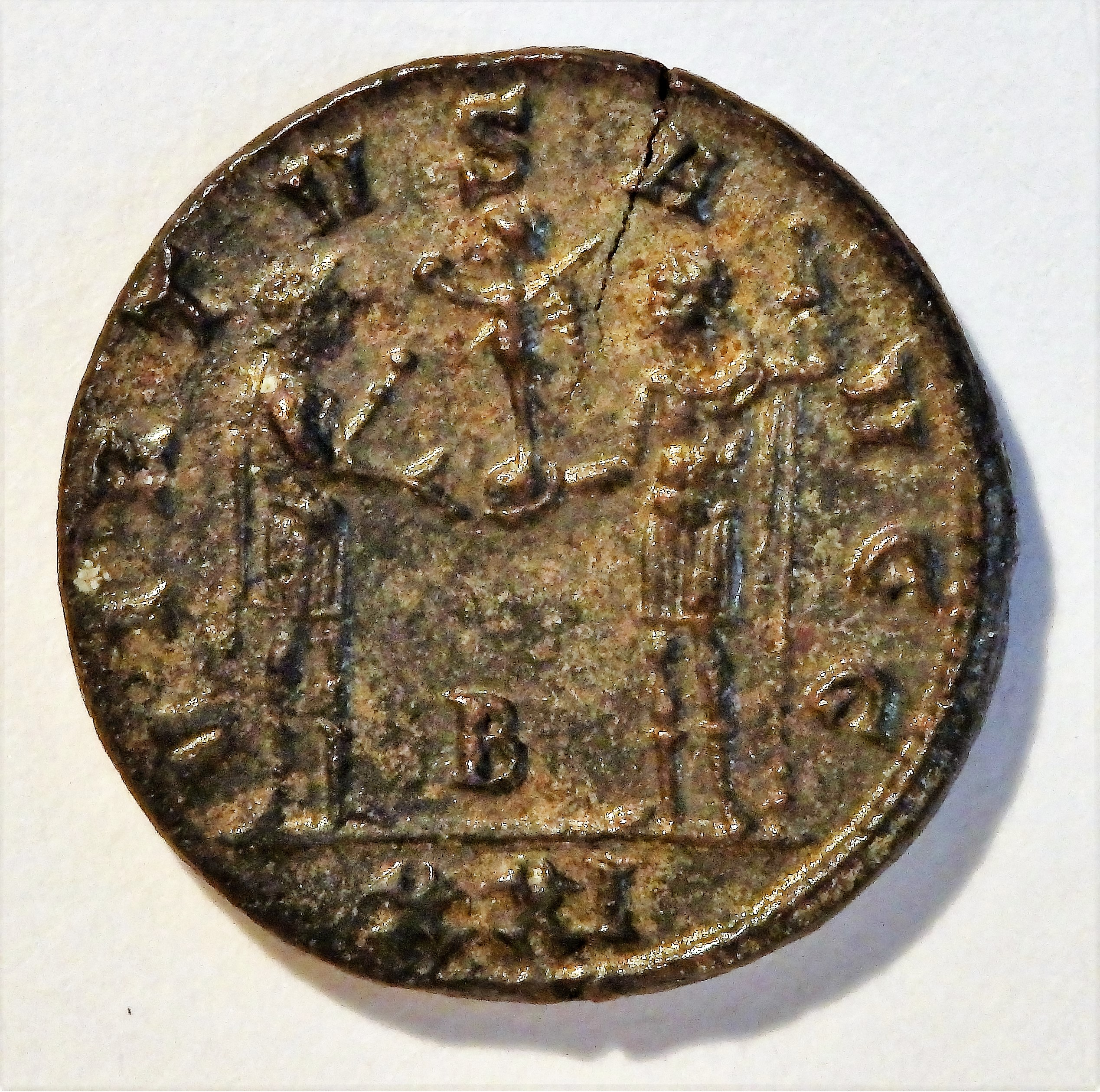
Rückseite des Antoninians: Carinus empfängt einen Globus aus der Hand des Carus. Umschrift: Virtus Augg. (= Virtus Augustorum).

Der tote Vater und der tote Bruder wurden von Carinus (wohl Anfang 285) vergöttlicht. Danach brach Carinus nach Osten auf, um Diokletian zu treffen. Auf seinem Weg durch Pannonien unterwarf er den Usurpator Iulianus und traf dann in Moesien auf die Armee Diokletians.
Carinus war in verschiedenen Treffen erfolgreich, aber nach der Schlacht am Margus (die Morava im heutigen Serbien), die seine Truppen für sich entschieden hatten, wurde er ermordet, offenbar auf Betreiben Diokletians, der nun uneingeschränkt herrschte.
Zeitgenössische Münzen zeigen auf der Rückseite wie Carinus einen Globus (mit der Siegesgöttin Victoria darüber) aus der Hand des Carus empfängt. Die Umschrift lautet Virtus Augustorum (Tapferkeit der Kaiser).